# Holi

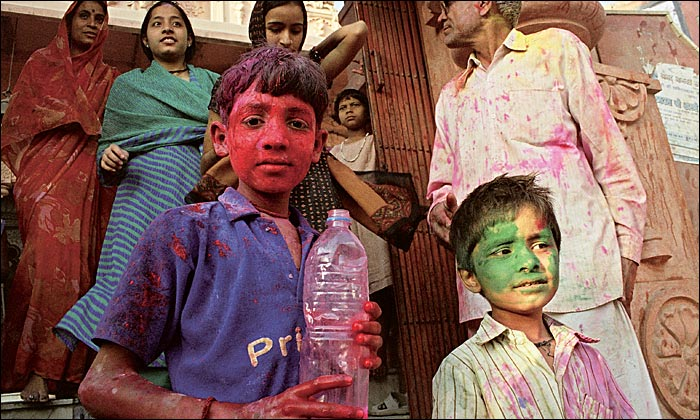
O Holi é celebrado por crianças e adultos.

Holi ou Festival das Cores é um festival realizado na Índia e em alguns outros lugares todos os anos entre fevereiro e março, que comemora a chegada da Primavera. Neste dia, as pessoas atiram tintas das mais diversas cores umas às outras, com muita bebida, comida e música. 
Essa brincadeira começa quando crianças atiram as tintas aos pais e irmãos sendo que, no final, todos estão completamente pintados e coloridos.
Holi, também chamado de Festival das Cores, é um popular festival  Primavera observado na Índia, Suriname, Guiana, Trindade, Reino Unido, Ilhas Fiji e no Nepal. Em Bengala Ocidental da Índia e do Bangladesh, é conhecido como Dolyatra (Doljatra) ou Boshonto Utsav ( "Festa da Primavera"). 
O principal dia, Holi, também conhecido como Dhulheti, Dhulandi ou Dhulendi, é celebrado por pessoas que atiram água e pó colorido uns aos outros. As pessoas cumprimentam-se dizendo “Holi Hai”. 
Holi é comemorado no dia de lua cheia do mês de Phalugna ou Falguna (Phalgun Purnima), que geralmente cai na parte posterior de fevereiro ou março.
Rangapanchami ocorre poucos dias mais tarde, em um Panchami (quinto dia da lua cheia), marcando o fim das festividades que envolvem cores.
Em algumas pequenas vilas da Índia, grupos de homens vão de casa em casa cantando e tocando músicas tradicionais, eles ficam nas portas das casas tocando até que o anfitrião traga alguma comida para eles. Tanto faz o anfitrião trazer comida, como sujá-los com mais tinta.

## História e Significado

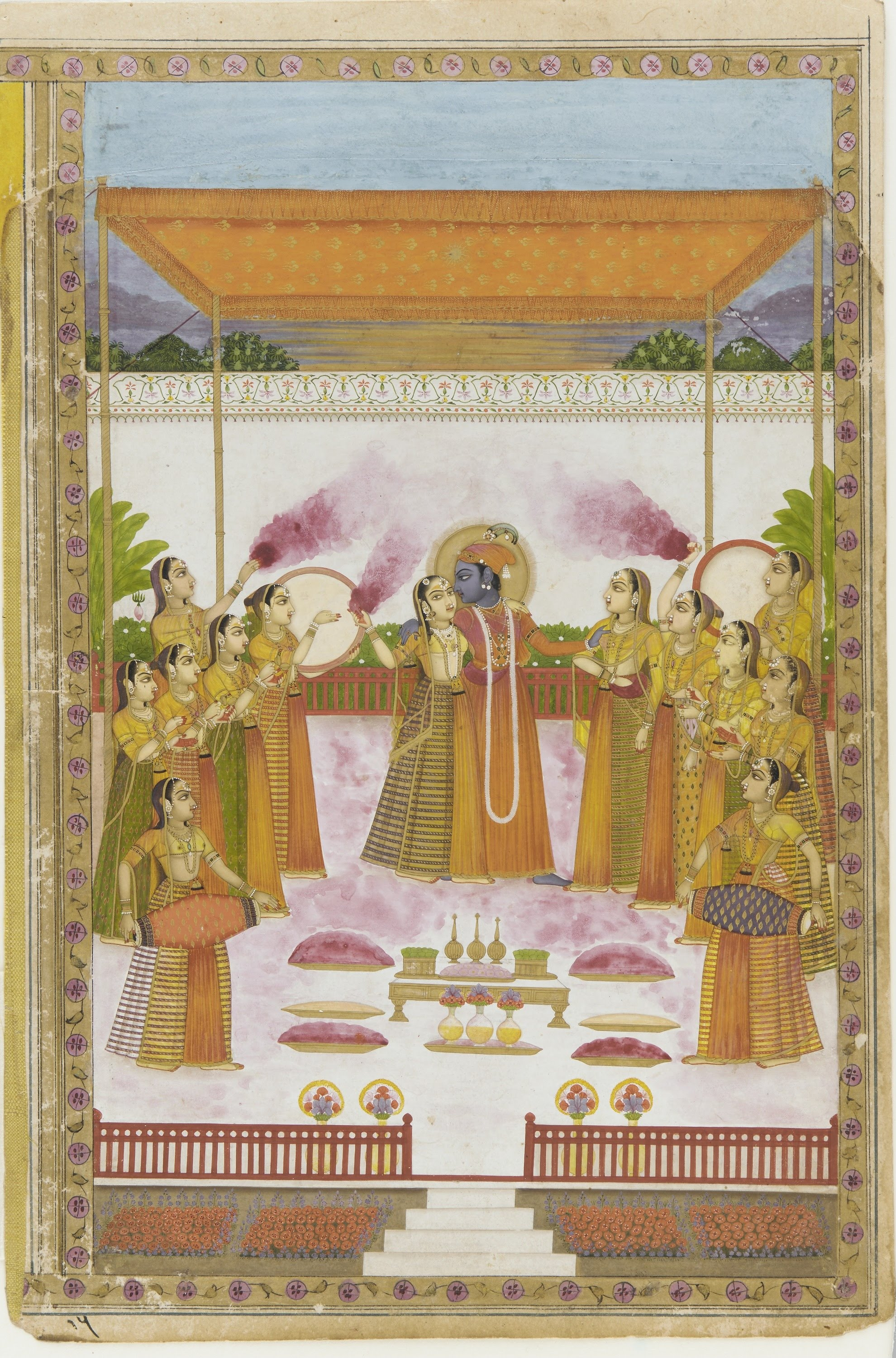
Krishna, Radha e Gopis.

Os historiadores contam que o Holi antecede em muitos séculos o nascimento de Cristo e são muitas as lendas que explicam o seu aparecimento, em geral remetendo ao temível Rei Hiranyakashyap. Muito vaidoso, ele queria que todos no seu reino o adorassem, mas foi justamente o seu filho Prahlad quem resolveu adorar uma entidade diferente, chamada Vishnu . Hiaranyakashyap combinou com a sua terrível irmã Holika, que tinha o poder de não se queimar, que ela entraria numa fogueira com Prahlad em seus braços para matá-lo. Mas foi Holika quem morreu carbonizada por não saber que o seu poder de enfrentar o fogo seria anulado quando entrasse na fogueira acompanhada de outra pessoa. O deus Vishnu reconheceu a bondade e devoção de Prahlad e salvou-o. O festival, portanto, celebra a vitória de um deus contra o outro e o triunfo da devoção. A tradição da queima Holika ou o "Holika Dahan" vem principalmente a partir desta lenda.
Apesar de esta ser uma festa colorida, existem vários aspectos de Holi, o que o torna tão importante para a cultura da Índia. Embora possa não ser tão evidente, um olhar mais atento e um pouco de pensamento revelará o significado do Holi em mais formas do que aquilo que simplesmente se vê.
Holi celebra também a lenda de Radha e Krishna, que descreve o extremo prazer que Krishna teve na aplicação de cor sobre Radha e Gopis. Esta brincadeira de Krishna mais tarde, tornou-se uma tendência e uma parte das festividades do Holi.